# 豊橋鉄道モ3500形電車
豊橋鉄道モ3500形電車（とよはしてつどうモ3500がたでんしゃ）は、豊橋鉄道に在籍する東田本線用路面電車車両である。元は都電荒川線にて使用されていた7000形で、1992年（平成4年）と2000年（平成12年）に2両ずつ入線した。

## 種車について
本形式、豊橋鉄道モ3500形となったのは東京都交通局7000形である。7000形は1953年（昭和28年）から1956年（昭和31年）にかけて93両 (7001 - 7093) が製造され、都電各線で広く利用されていた。しかし都電の路線縮小とともに1967年（昭和42年）から順次廃車が進められた結果、都電で唯一存続した「荒川線」用として、1955年（昭和30年）から翌年にかけて製造された最終増備グループの中から31両が残るのみとなった。
東京都交通局では荒川線にて1978年（昭和53年）4月より全面ワンマン運転を行うにあたり、製造から20年が過ぎて車体の傷みがみられる7000形について、車体のみ新造し台車・主電動機・制御装置・空気圧縮機・電動発電機などの機器は再利用するという形でワンマンカー改造を行う方針を立てた。大型の前面窓と直線的なデザインが特徴的な新車体はアルナ工機にて製造され、1977年（昭和52年）11月から翌1978年3月にかけて全31両の更新が完成した。この改造に際し、従前の車両番号7055 - 7089（79・80・85・88は欠番）が若い順に7001 - 7031へと整理されている。
更新後の7000形については1987年（昭和62年）より冷房化工事が始まったが、31両のうち6両には施工されず、未施工車は1991年（平成3年）から1993年（平成5年）にかけて廃車された。廃車6両のうち1992年（平成4年）6月廃車分の7009・7028については、東田本線の車両近代化を図るべく豊橋鉄道が購入した。25両の冷房車についても、1999年（平成11年）になると廃車が生じ、4月に7017・7021の2両が廃車された。この2両についても、冷房化推進を目的として豊橋鉄道が購入した。
これら豊橋鉄道移籍4両の都電時代の履歴は以下の通り。
- 7009 ： 旧番号7063（日本車輌製造東京支店製・1955年12月竣工）、1978年1月車体更新
- 7028 ： 旧番号7084（日立製作所製・1956年9月竣工）、1977年11月車体更新
- 7017 ： 旧番号7071（日立製作所製・1956年1月竣工）、1977年12月車体更新、1989年12月冷房化
- 7021 ： 旧番号7075（日本車輌製造製・1956年8月竣工）、1977年12月車体更新、1987年11月冷房化

## 豊橋鉄道入線時の改造
豊橋鉄道における形式名は「モ3500形」で、車両番号は1次車7009・7028、2次車7017・7021の順に3501 - 3504に改められた。入線に際し、赤岩口の自社工場で軌間変更、ドア移設とステップ設置という東田本線仕様に改める工事が施工された。また、都電時代に冷房化されていなかった1次車については、冷房化も同時に施工されている。豊橋鉄道における竣工日は3501・3502が1992年12月20日付、3503が2000年（平成12年）3月1日付、3504が同年2月21日付である。

### 軌間変更

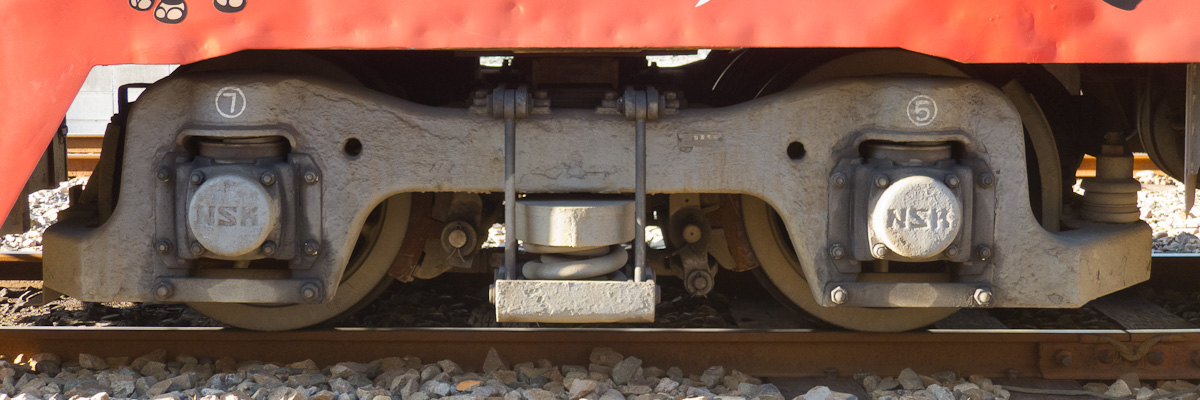
D-20A形台車（3502）

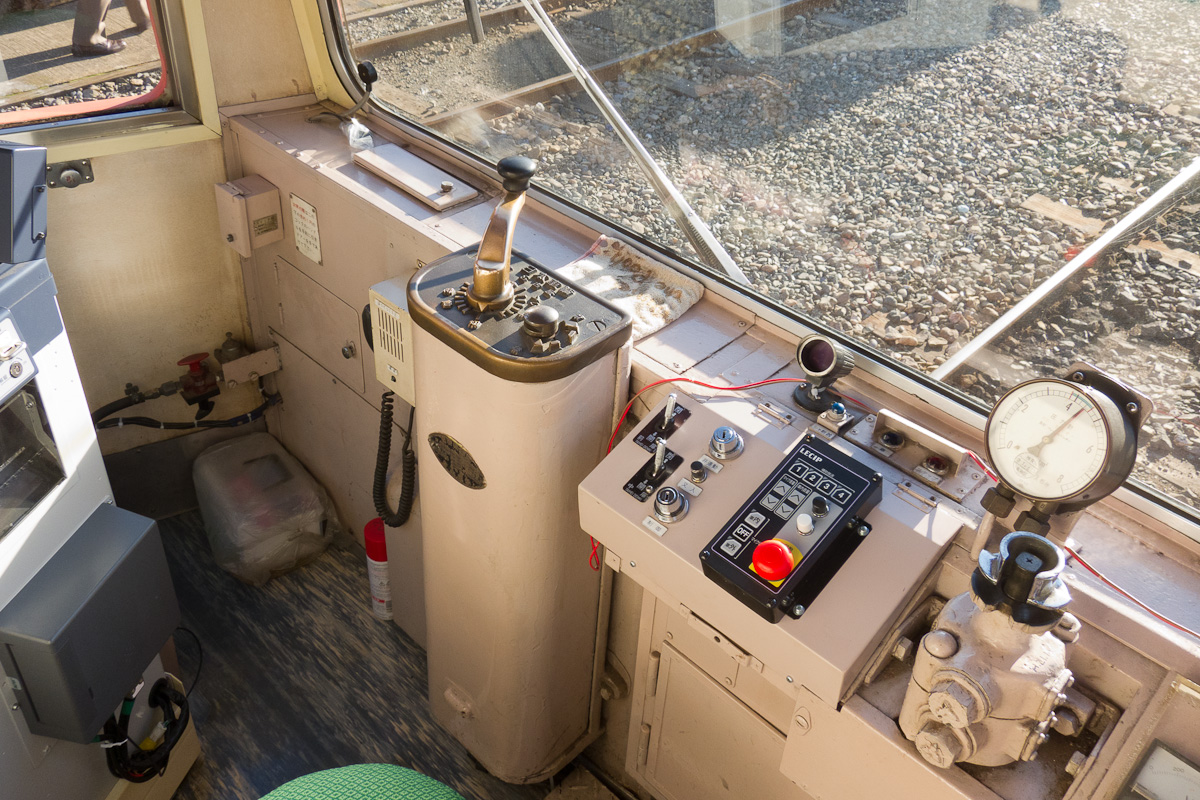
運転台。左手に主幹制御器、右手にブレーキ弁を配置。NC-170形制御器のノッチ数は力行7・電制7。

台車は揺れ枕を持つスイングハンガー方式のコイルバネ台車D-20A形を装着する。メーカーは日本車輌製造または近畿車輛。本来は軌間1,372ミリメートルの台車であるが、豊橋鉄道線の軌間は1,067ミリメートルのため、入線にあたり軸首の長い車軸が新造され、車輪をはめ替え取り付けられた。
都電時代の主電動機は日本車輌製造製・出力60キロワットのNE-60A形2基であったが、軌間変更で寸法が合わなくなり交換された。3501・3502については出力37.3キロワットのTB-28A形で、これは豊橋鉄道にあった手持ち品である（他にモ3100形も使用）。メーカーは神鋼電機。
駆動方式は吊り掛け駆動方式による。制御装置は日本車輌製造製NC-170形間接非自動式制御器で変更はなく、2台の主電動機を抵抗制御方式（永久並列制御）で制御する。ブレーキは保安ブレーキ付きSM-3直通ブレーキを用いる。

### ドアの移設
| 3503の車内全体およびクロスシート部分 |  | 3503の車内全体およびクロスシート部分 |
| 3503の車内全体およびクロスシート部分 |  |                                      |

都電荒川線は停留場ホームの嵩上げ工事を施工済みのため、都電時代の本形式にはドアステップが設置されておらず、車内の床面高さはレール面上76センチメートルの均一であった。ホーム嵩上げ工事未施工の豊橋鉄道線で使用するにはステップが必須であることから、入線にあたりステップ設置工事が施工されている。
本形式のドア配置は前・中の片側2か所ずつで、進行方向左手では車体前方と中央部後寄り、右手では車体後方と中央部前寄りになる。このうち前ドアは原型では引き戸であるが、バス用の2枚折り戸に改造された。また、中央ドアは引き戸のままであるが、そのままの位置でステップを設置すると台車と干渉することから、窓1枚分前寄りに移設された。このため、側面客室部分の窓配置が原型のドア間5枚・ドア後方3枚から、ドア間・ドア後方ともに4枚ずつに変わっている。前・中ドアともにステップはレール面上40センチメートルの位置にあり、車内床面との間に2段の段差がある。ステップを新設するため、ドアの上下寸法は180センチメートルから216センチメートルに拡大した。一方、ドア幅は前ドア90センチメートル、中ドア110センチメートルで変化はない。
ドア移設の一方、ドア間のロングシートは元々窓4枚分の長さであり（空いたスペースは車椅子スペース）、動かされていない。また、ロングシートの反対側に2客ずつクロスシートが配置されている点も変わらない。定員は90人（うち座席24人）。都電時代に取り付けられた電鈴（ドアが閉まると「チンチン」と鳴るベル）も残されている。

### 冷房化改造

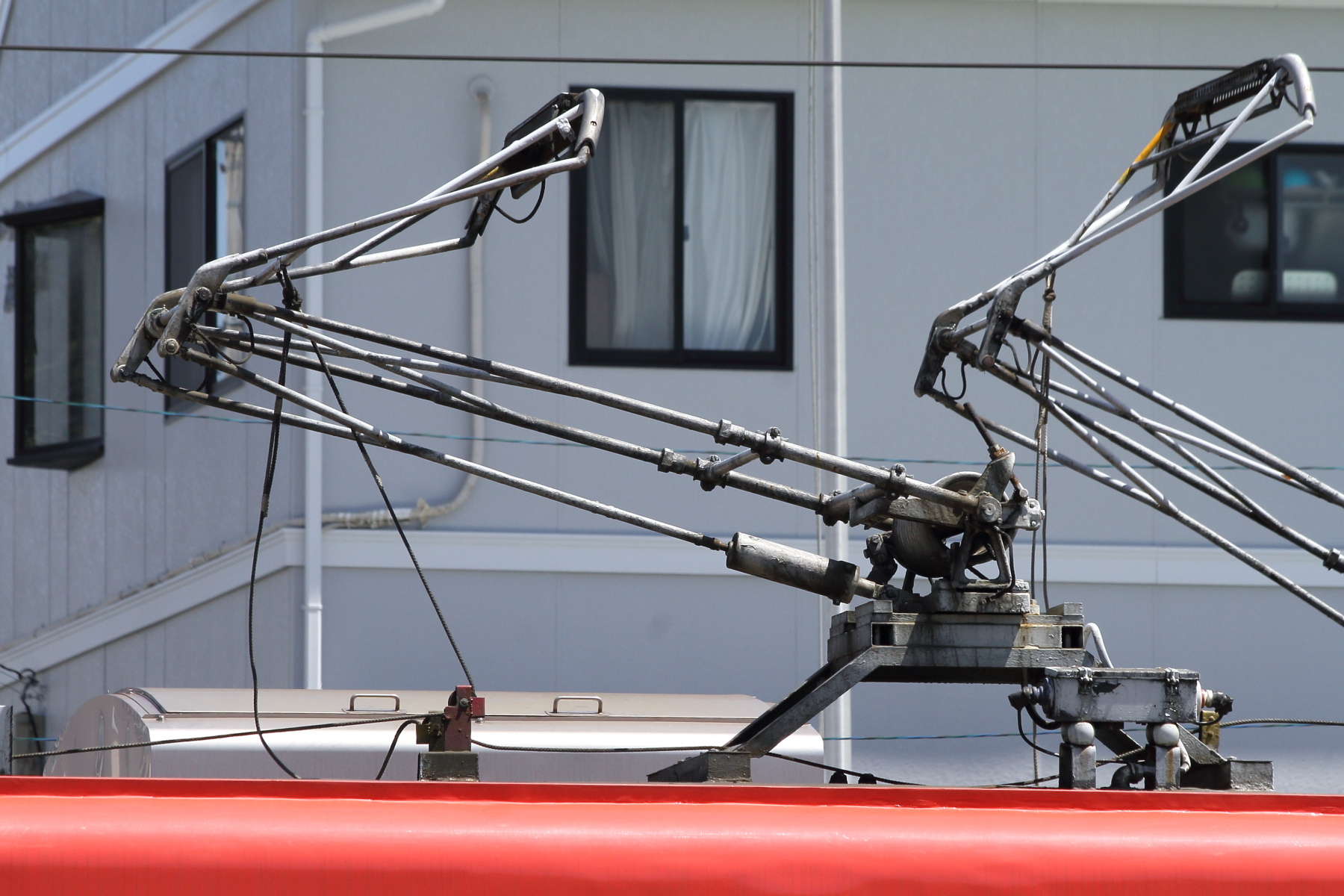
3502のZ型パンタグラフ

3501・3502の1次車2両については入線時に冷房化改造も施工された。搭載された装置は豊橋鉄道での標準品である三菱電機製CU77A形集中式冷房装置であり、屋根上に1台ずつ設置されている。冷房能力は2万1000キロカロリー毎時。同時に、冷房化には向かないため、集電装置がビューゲルからZ型パンタグラフへと換装された。
3503・3504の2次車2両については都電時代の1987年（昭和62年）11月 (3504) または1989年（平成元年）12月 (3503) に冷房化を施工済みであった。冷房装置はCU771形と異なるが、冷房能力は2万1000キロカロリーと同等。都電の冷房車は菱形パンタグラフを採用していたが、豊橋鉄道入線時にこれもZ型パンタグラフに換装されている。したがって1次車と2次車の違いは、都電での冷房化時に改造された正面窓回りと車内天井部に見られる程度である。

## 豊橋鉄道での運用

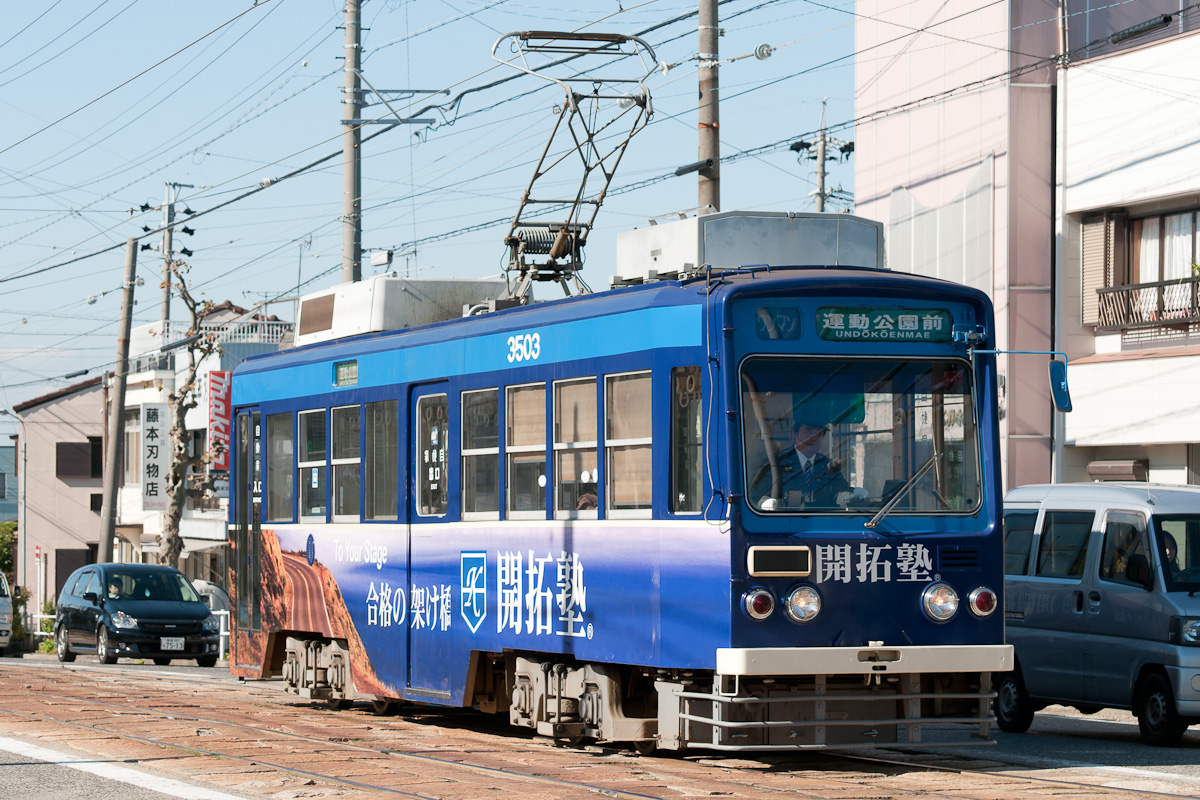
3503（2010年・開拓塾）

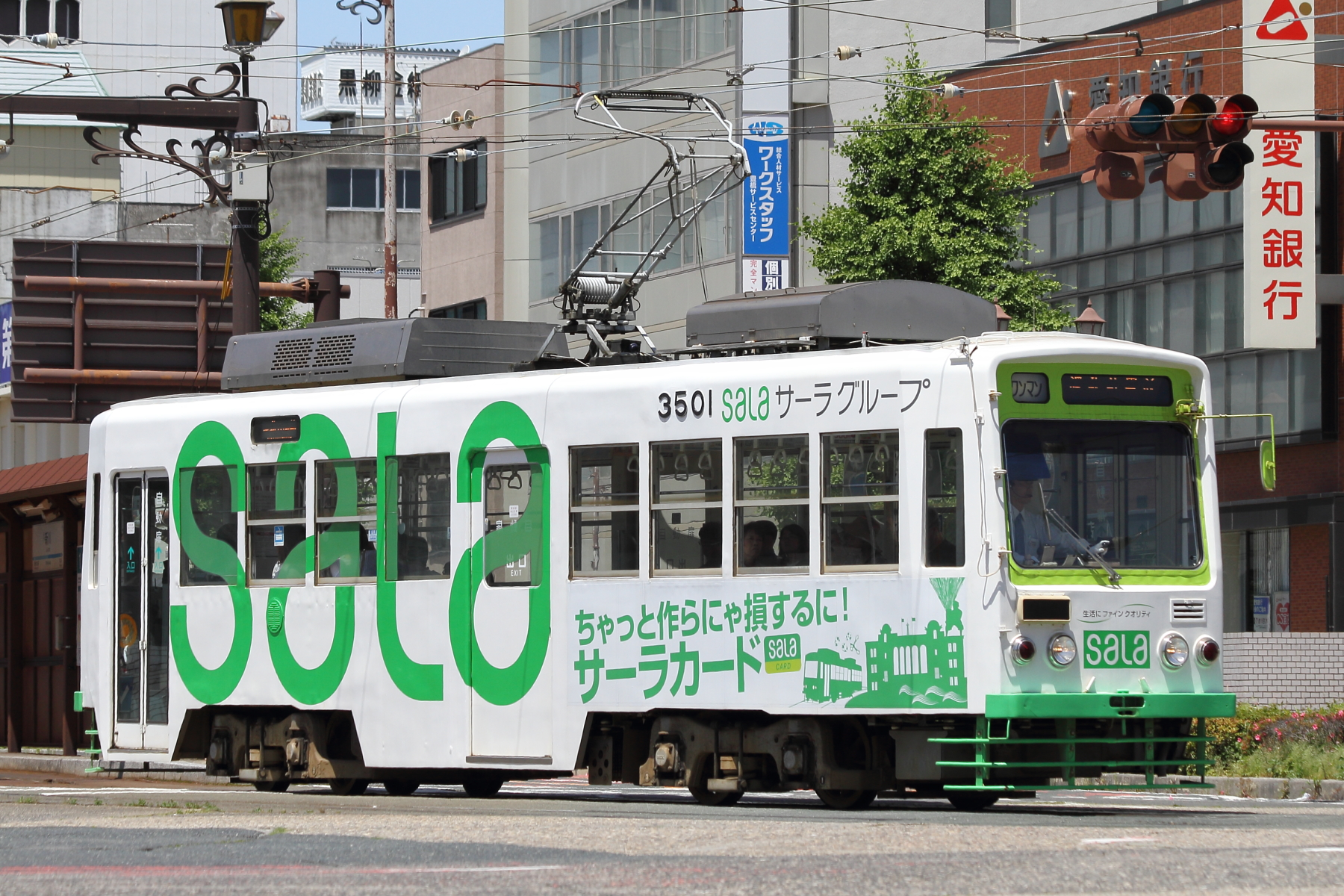
方向幕LED化後の3501（2018年・サーラグループ）

1次車3501・3502の2両は1992年8月1日に豊橋鉄道の赤岩口車庫へと搬入され、同年12月24日より豊橋鉄道での運行を開始した。これに伴い、旧型車モ3100形が1両廃車となった。
運行開始時の塗装は、3501がアイボリー地に濃淡緑の帯を配する都電7000形冷房改造車に準じた車体塗装で、帯には「Welcome to Toyohashi」の一文が記載されていた。3502は広告塗装への変更を前提とした、側面窓下の黄緑の帯や文字を省いた塗装で登場し、1993年（平成5年）7月から広告車となった。3501は1994年（平成6年）10月13日より、公募で選ばれたメリーゴーラウンドをイメージした開業70周年記念塗装で運転を開始。さらに、1996年（平成8年）1月からは全面広告車（最初のスポンサーは中部ガス）に変わった。3502についても、1995年（平成7年）7月から全面広告車（最初のスポンサーはヤマサちくわ）となっている。

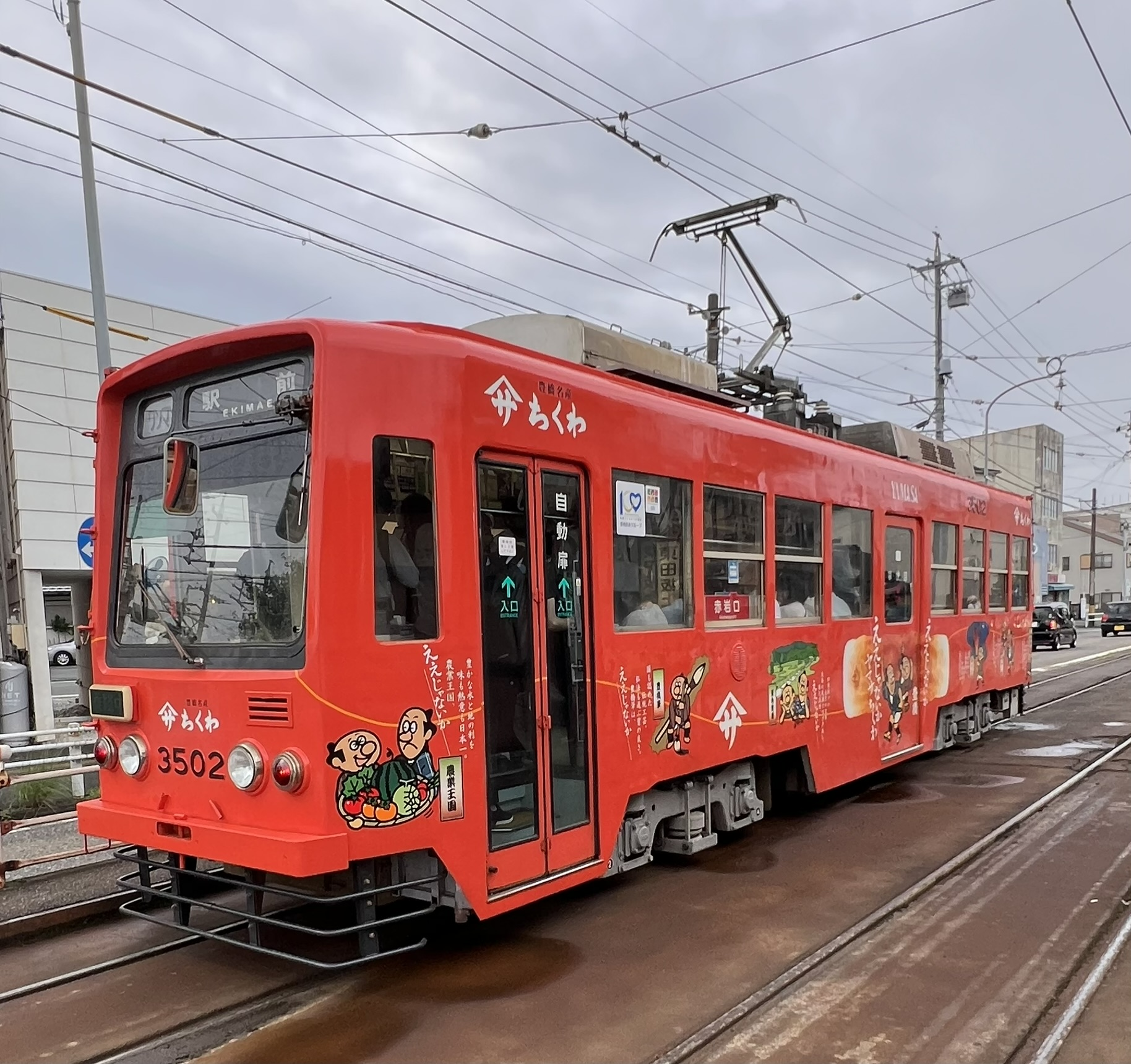
前面行先表示器方向幕及び側面方向幕撤去後の3502（2024年ヤマサちくわ）

2次車3503・3504の2両は1999年（平成11年）8月20日に赤岩口車庫へ搬入され、3504が翌2000年（平成12年）2月21日より、3503が同年3月1日より、それぞれ豊橋鉄道での運行を開始した。この増備で非冷房車で残っていたモ3300形2両が置き換えられ、「レトロ電車」のモ3700形1両を除いた全14両の冷房化が完成した。2両とも当初から全面広告車であり、運行開始時は3503はカスタムハウジングコーポレーション、3504は名鉄グループの広告が施されていた。

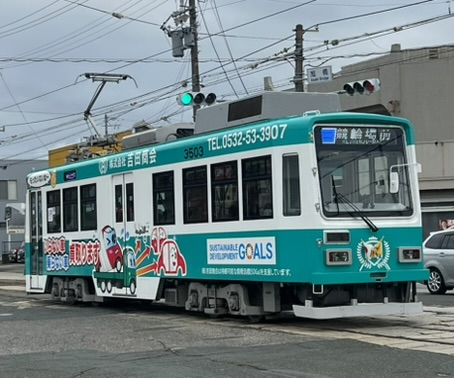
車体更新後の3503（2024年吉田商会）

2018年4月1日時点における広告スポンサーは以下の通り。
- 3501 - サーラコーポレーション
- 3502 - ヤマサちくわ
- 3503 - 吉田商会
- 3504 - 県民共済

塗装以外の変更点を挙げると、2011年（平成23年）2月11日のICカード乗車券「manaca」運用開始に伴い、ICカード対応運賃箱や旅客案内ディスプレイが車内に設置された。また、3501・3504の2両については、2017年（平成29年）3月に前面・側面設置の行先表示器がLED式に変更された（前面のワンマン幕は存置）。次いで集電装置の交換工事が着手され、2021年（令和3年）3月の3503施工をもって4両全車のシングルアーム型への統一が完了している。また車内照明のLED化が2021年11月・12月に3503・3504の2両に行われた。

## 車両リニューアル
2024年（令和6年）2月、豊橋鉄道はモ3500形4両のうち3503をリニューアルし同年春より運行すると発表した。リニューアルは老朽化に伴うもので、行先表示器の全面LED化、座席数の増加、運転台のデッドマン装置設置などの改造が実施された。座席は親会社である名古屋鉄道（名鉄）の2200系・3300系・5000系などと同じものになった。営業運転は同年3月1日からで、同日から3日までの間は広告ラッピングがないまま豊橋鉄道グループ100周年記念のシールのみを貼った状態で運行された。

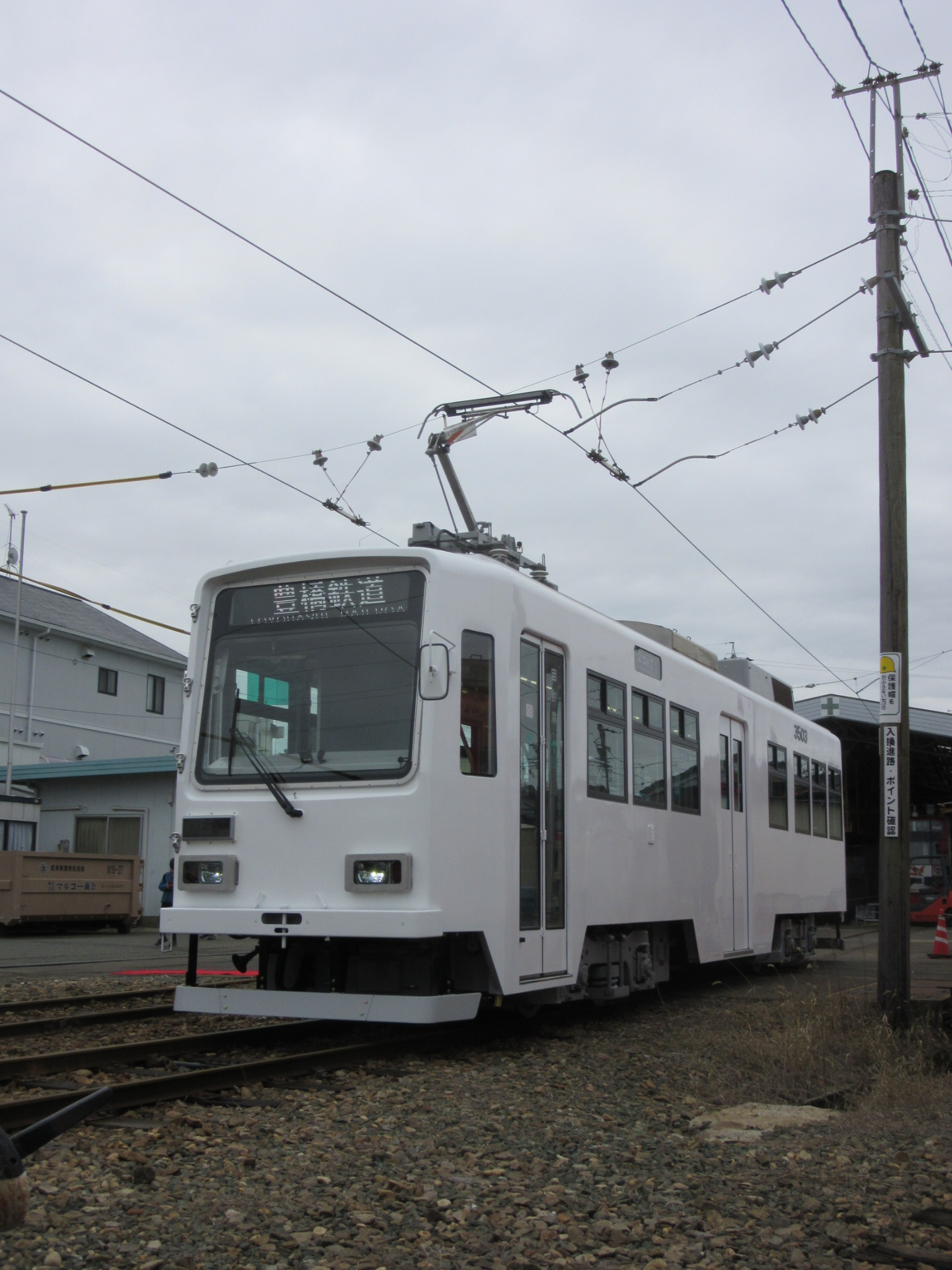
モ3503号車体更新後
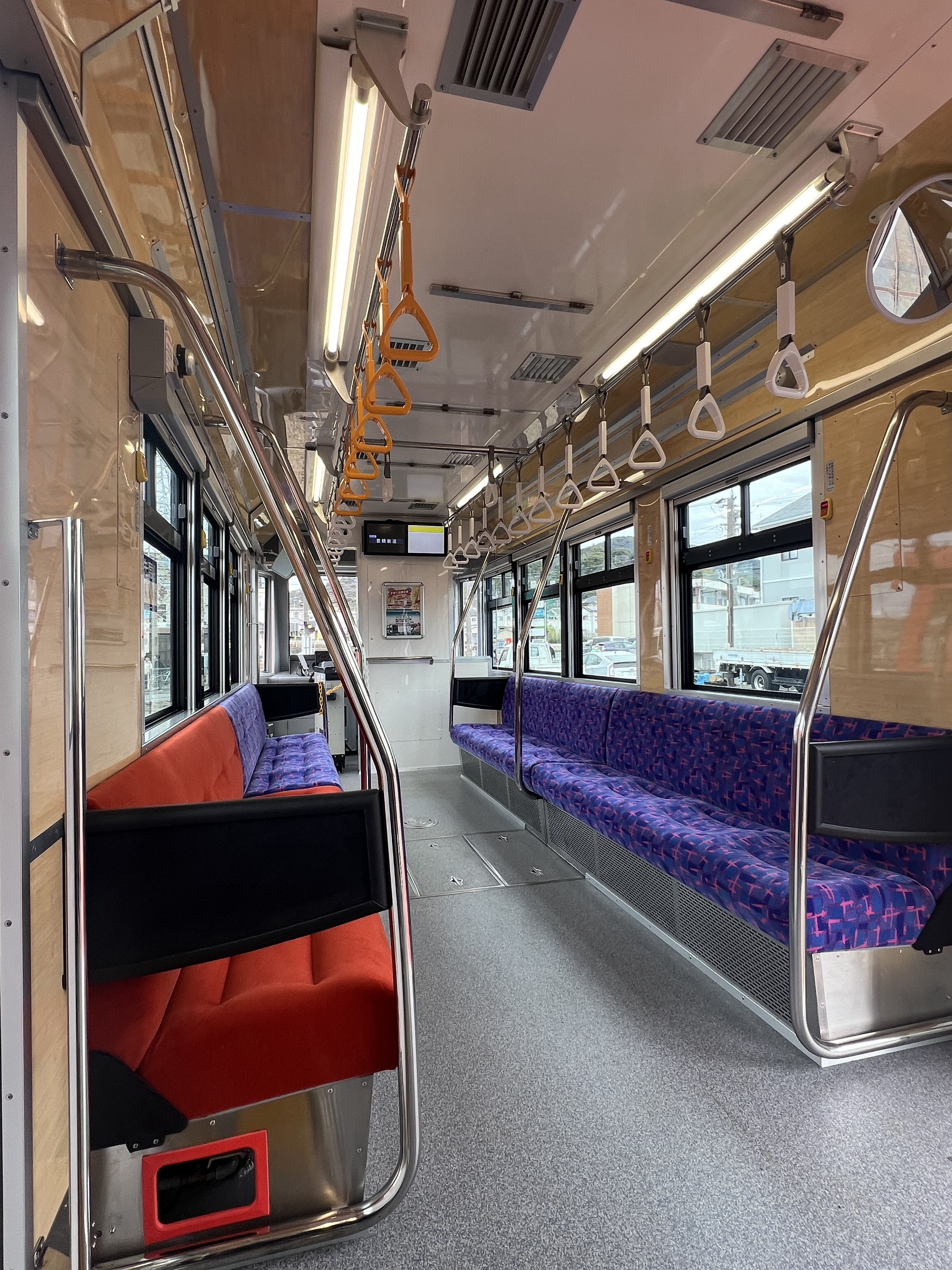
車内（リニューアル後）
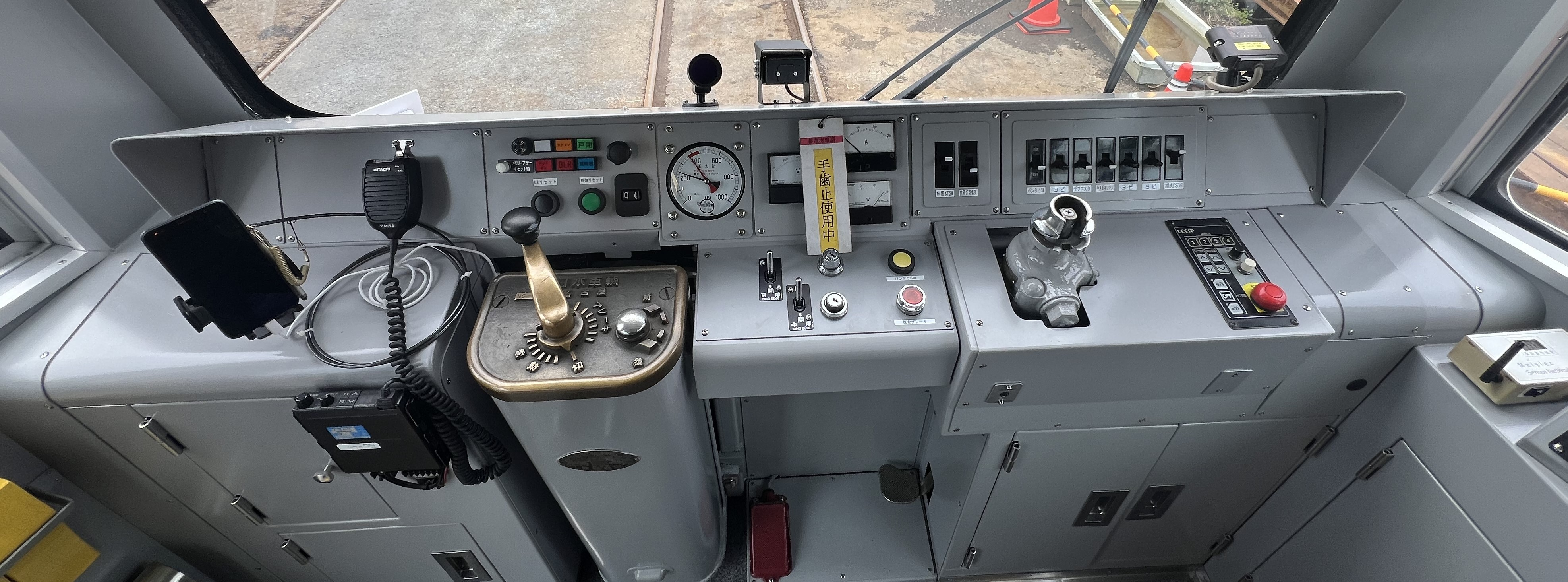
運転台（車体更新後）
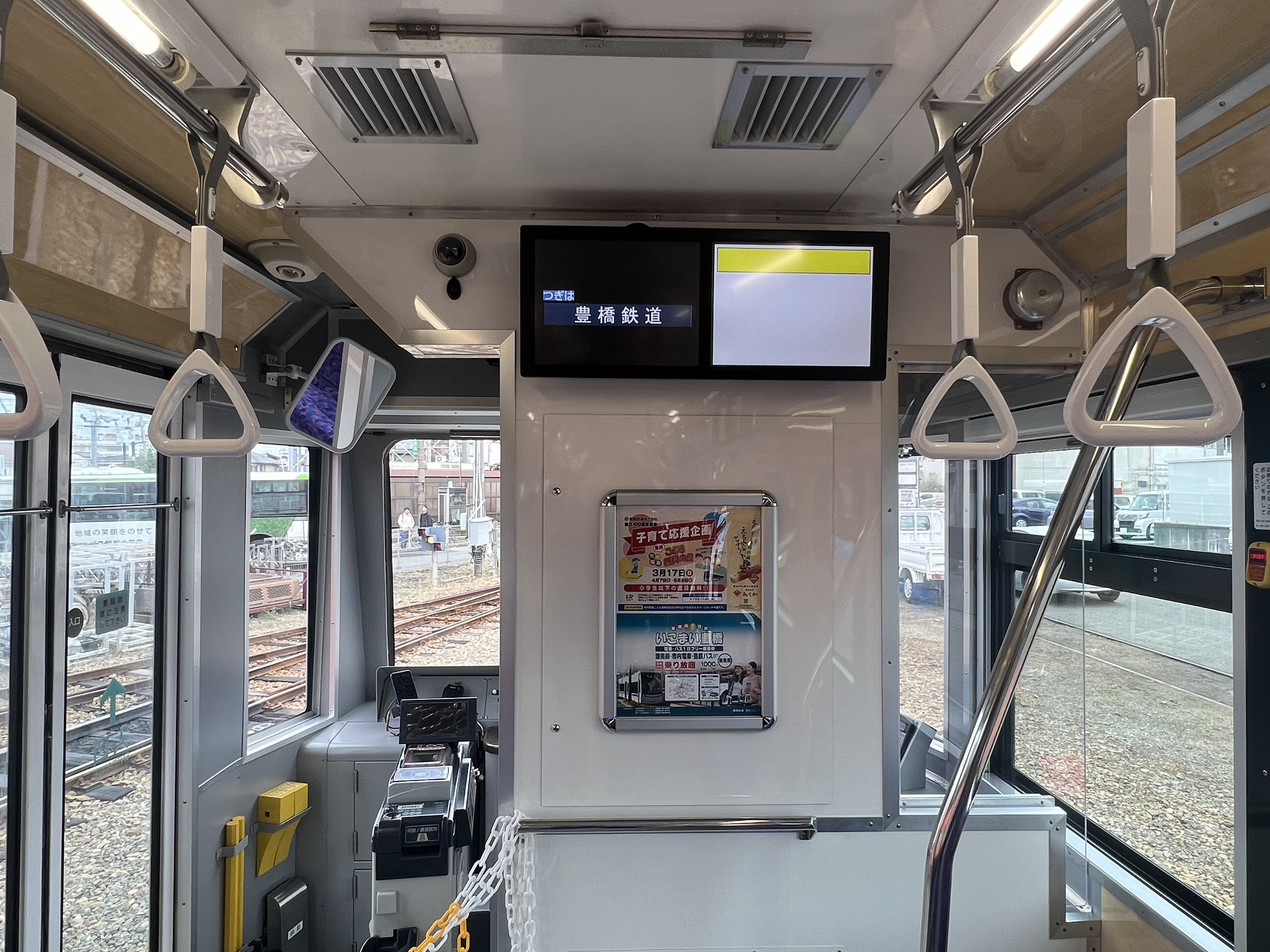
運転台背部
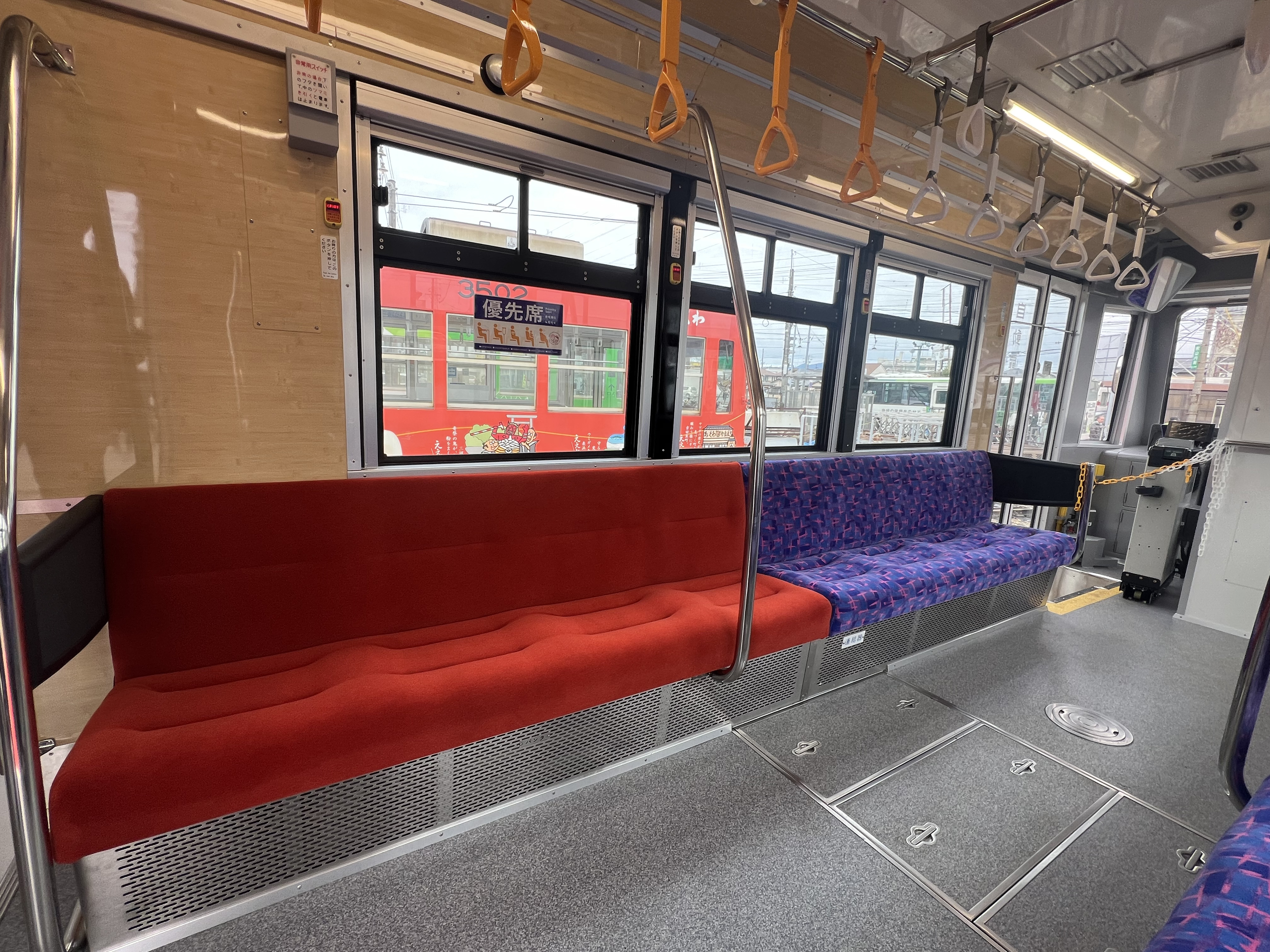
座席（リニューアル後）